# Małgorzata Teodorska
Małgorzata Teodorska (Warschau, 8 februari 1981) is een Pools actrice. Voor haar acteercarrière werkte ze als econoom en model. Ze is de jongere zus van het in Milaan werkzame model Iwony Przeradowskiej.